# Xã Newton, Quận Trumbull, Ohio
Xã Newton (tiếng Anh: Newton Township) là một xã thuộc quận Trumbull, tiểu bang Ohio, Hoa Kỳ. Năm 2010, dân số của xã này là 8.875 người.